# Jelcz M121M
Jelcz M121M – autobus miejski niskowejściowy produkowany przez firmę Jelcz w Jelczu-Laskowicach w latach 1995–2004.

## Ogólnie
Jelcz M121M był pierwszym autobusem miejskim firmy Jelcz dostosowanym do potrzeb osób o ograniczonej mobilności - posiada niską podłogę w przedniej części pomiędzy pierwszymi a drugimi drzwiami, oraz specjalne miejsce do przypięcia wózka inwalidzkiego. Podłoga znajduje się na wysokości 37 centymetrów nad jezdnią, dodatkowo podczas postoju na przystanku można ją obniżyć o kolejne 8 cm dzięki funkcji przyklęku. Tylna część autobusu jest podniesiona względem przedniej i oddzielona od niej schodkami. Jest to więc autobus niskopodłogowy.

## Historia modelu
W 1994 roku przedstawiono prototyp pierwszego polskiego autobusu niskopodłogowego. Nosił on oznaczenie Jelcz MN120M i tak naprawdę był niskowejściową wersją autobusu Jelcz 120MM/1. W stosunku do swojego wysokopodłogowego brata posiadał na nowo zaprojektowane wnętrze oraz przednią oś portalową Jelcz 65N. Prototyp ten wyposażony został w niemiecki silnik Diesla MAN D0826 LUH05 o mocy maksymalnej 230 KM, współpracujący z 4-biegową skrzynią automatyczną ZF 4HP-500. Nowością zastosowaną w tym prototypie była możliwość przyklęku pojazdu, dzięki całkowicie pneumatycznemu zawieszeniu.
Rok później model ten został wprowadzony do produkcji seryjnej pod oznaczeniem zmienionym na M121M, jedyną zmianą techniczną było stosowanie w standardzie 3-biegowej automatycznej skrzyni biegów Voith D851.3 (ZF 4HP-500 i 5HP-500 w opcji). Z uwagi na dosyć powolne przełożenie mostu napędowego (5,86, dopiero później zmieniono na 5,125) jedynie skrzynia 5HP500 była właściwym rozwiązaniem, ponieważ pozostałe (ZF4HP-500 i VoithD851.3) nie posiadają nadbiegu, przez co drastycznie ograniczona jest prędkość maksymalna pojazdu i zużycie paliwa jest stosunkowo wysokie.
Pierwszą modernizację autobus ten przeszedł już pod koniec 1995 roku. Zastosowano nową ścianę tylną wykonaną z tworzywa sztucznego oraz drzwi wejściowe z wklejaną szybą.
W roku 1996 nastąpiła kolejna, lecz tym razem znacznie poważniejsza, modernizacja. Pojazd uzyskał nową ścianę przednią z panoramiczną szybą, we wnętrzu zlikwidowano podesty, które znajdowały się w przedniej niskopodłogowej części autobusu, przeniesiono zbiornik paliwa na prawe przednie nadkole, przez co pojawiły się nowe obudowy ze zintegrowanym fotelem. W przedniej części nadwozia obniżono linię okien.
Dwa lata po gruntownej modernizacji modelu pojawił się w ofercie silnik MAN D0826 LUH12 spełniający normę czystości spalin Euro-2, jednostka ta zastąpiła stosowany dotychczas silnik spełniający normę Euro-1.
Od 2000 model M121M, tak jak wszystkie autobusy firmy Jelcz, posiada kratownice oraz poszycie wykonane ze stali nierdzewnej, dzięki czemu wydłużony został czas przewidywanej eksploatacji tego autobusu.
Produkcję seryjną zakończono w 2004 roku.

## Kariera
Od momentu wprowadzenia do sprzedaży autobus cieszył się dużą popularnością wśród przewoźników. Ponad 100 egzemplarzy trafiło w latach 1995–1998 do samej tylko Warszawy. Za sprawą tego sukcesu stał fakt, że pojazd zapewniał komfort podróży niepełnosprawnym, jednocześnie pozostając relatywnie tanim w porównaniu do zachodniej konkurencji. Nie bez znaczenia był również fakt, że autobus był zbliżony konstrukcyjnie do innych obecnych już na rynku produktów Jelcza, co obniżało ewentualne koszty serwisowania i napraw.